# Parafia Wniebowzięcia Najświętszej Maryi Panny w Lipnie
Parafia Wniebowzięcia Najświętszej Maryi Panny w Lipnie – rzymskokatolicka parafia w Lipnie, należąca do diecezji włocławskiej i dekanatu lipnowskiego. Erygowana w XIV wieku. Kościół parafialny wybudowany w stylu gotyckim z XIV i XVI wieku z barokowym wystrojem wnętrza.

## Duszpasterze
- proboszcz: ks. kan. Mirosław Korytowski (od 2019), wicedziekan dekanatu lipnowskiego
- wikariusz: ks. Krzysztof Tomaszewski (od 2022)
- wikariusz: ks. Łukasz Sztylka (od 2024)
- wikariusz: ks. Krzysztof Włodarczyk (od 2024)

## Kościoły
- kościół parafialny: Kościół Wniebowzięcia Najświętszej Maryi Panny w Lipnie